# Extramuros (película)
Extramuros es una película española dirigida por Miguel Picazo en 1985, basada en la novela homónima de Jesús Fernández Santos.

## Argumento
Ambientada en la Castilla del siglo XVI, la obra se centra en las peripecias de un grupo de monjas residentes en un convento a punto de ser clausurado que se debaten  entre la indigencia y el hambre. Una de ellas, Sor Ángela (Mercedes Sampietro), cree haber dado con la solución para evitar el cierre: finge reproducir las llagas de Jesucristo. Gentes de toda condición acuden al convento para ser sanadas por la Santa.

## Polémica
La película sugiere una relación amorosa entre las monjas. Por este motivo, dos cines madrileños se negaron a estrenarla, alegando "motivos de conciencia". Picazo aseguró que "es una relación fortísima, entre mística y carnal, entre las dos monjas, que en ningún momento se llega a ver en la pantalla".

## Reparto
| Actor / Actriz       | Personaje             |
| -------------------- | --------------------- |
| Carmen Maura         | Sor Ana               |
| Mercedes Sampietro   | Sor Ángela            |
| Aurora Bautista      | La Priora             |
| Assumpta Serna       | La Huéspeda           |
| Amparo Valle         | Monja                 |
| Beatriz Elorrieta    | Monja                 |
| Cándida Losada       | Monja                 |
| Maite Brik           | Monja                 |
| Maria Caro           | Monja                 |
| Mari Paz Molinero    | Monja                 |
| Manuela Camacho      | Monja                 |
| Pilar Coronado       | Monja                 |
| María Jesús Hoyos    | Monja                 |
| Cándida Tena         | Monja                 |
| María Jesús Molina   | Monja                 |
| Pilar Marco          | Monja                 |
| Pilar Ordóñez        | Monja                 |
| Emma Quer            | Monja                 |
| Antonio Ferrandis    | El Médico             |
| Manuel Alexandre     | Capellán              |
| Conrado San Martín   | Duque                 |
| Nacho Martínez       |                       |
| Fernando Cebrián     | Fiscal                |
| Félix Dafauce        | Abogado defensor      |
| Marta Fernández Muro | Criada de la Huéspeda |
| Diana Peñalver       |                       |
| María Elena Flores   | Monja moribunda       |
| Lola Lemos           | Monja anciana         |
| Valentín Paredes     |                       |
| Luisa Sala           |                       |
| Carlos Marchi        |                       |
| Sergio Mendizábal    | Juez                  |
| Julio Gavilanes      |                       |
| Mimí Muñoz           |                       |
| Concha Gómez Conde   |                       |
| Mercedes Borqué      |                       |
| Luisa Gavasa         |                       |
| Coral Pellicer       |                       |
| Carmen Arévalo       |                       |
| Paco Catalá          |                       |
| Mariano Bardera      |                       |
| Juan Debón           |                       |
| Paco Maldonado       | Alegoría del Diablo   |
| Jesús Fernández      |                       |